# Izvoare, Fălești
Izvoare este un sat din raionul Fălești, Republica Moldova.
Între Izvoare și Risipeni este amplasată rezervația peisagistică Izvoare–Risipeni.

## Administrație și politică
Componența Consiliului local Izvoare (11 consilieri), ales la 5 noiembrie 2023, este următoarea:
|  | Partid                                        | Consilieri | Componență | Componență | Componență | Componență | Componență | Componență |
|  | --------------------------------------------- | ---------- | ---------- | ---------- | ---------- | ---------- | ---------- | ---------- |
|  | Partidul Acțiune și Solidaritate              | 6          |            |            |            |            |            |            |
|  | Partidul Dezvoltării și Consolidării Moldovei | 3          |            |            |            |            |            |            |
|  | Partidul Socialiștilor din Republica Moldova  | 2          |            |            |            |            |            |            |